# Knowing Bros
Knowing Bros (hangul: 아는 형님; rr: Aneun Hyeongnim, também conhecido como Men on a Mission ou Homens em uma missão na Netflix) é um programa de comédia sul-coreano exibido pela JTBC todos os sábados às 20h50. Originalmente, foi transmitido às 21h40 antes de ser mudado para o intervalo das 23:00 horas de 12 de dezembro de 2015 a 28 de janeiro de 2017. Atualmente é exibido ás 20h50 desde 4 de fevereiro de 2017.

## Formato

### Atual
- Episódio 17-presente:

Escola do Irmão: O formato atual explora o conceito do ensino médio onde os membros do elenco atuam como estudantes em uma sala de aula enquanto os convidados viriam como estudantes recém-transferidos. A maioria dos segmentos para este formato retrata atividades que todo aluno faria com seus colegas de classe. Posteriormente, o programa às vezes diversificava no final com um segmento fora do conceito da escola. Este formato recebeu elogios dos telespectadores, o que levou a um aumento significativo nas avaliações e popularidade do programa depois que vários episódios foram exibidos.
Existem vários segmentos permanentes, que definiram o formato  'Brother School' :
*   Aplicação de Entrada ':'  Um segmento em que os convidados preencheram previamente um formulário de candidatura em que um dos membros do elenco lê e os outros comentariam sobre eles. O destaque deste segmento é a preferência dos hóspedes sobre os membros do elenco que eles gostariam ou não gostariam de sentar ao lado deles.
*  '"Guess About Me":'  Um segmento onde os convidados prepararam várias questões relacionadas a si mesmas. Algumas das perguntas são vagas ou extremamente privadas em que os convidados nunca revelaram ao público.
Os episódios também podem incluir um dos seguintes segmentos:
* '"Segundo Período":'  Um segmento que geralmente vem após os segmentos permanentes e varia entre convidados. Na maioria dos casos, os convidados fizeram sugestões sobre as atividades para este segmento. Pode variar de sessão de aconselhamento, aula de arte e aula de educação física.
* "Vamos jogar": Um segmento curto quando os convidados desafiariam os membros do elenco em um jogo, que os primeiros confiam em vencer. Os convidados geralmente terminaram em um desafio onde eles precisam derrotar cada membro do elenco consecutivamente.
* ' Three No's (Sem Conceito, Sem Bases, Sem Script) :  'Um segmento que gira em torno de um sketch ad-libbed onde os membros do elenco e convidados não receberam nenhum diálogo ou um enredo definido. Eles só podem confiar no tema geral da sátira da semana em particular e seu próprio tempo cômico.
* '"Classe de música (Songstagram)":'  Um segmento onde os convidados criaram uma lista de músicas com um tema específico de sua preferência. O segmento centrou-se no esforço dos membros do elenco em adivinhar todos eles na ordem correta. As dicas, como a data de lançamento, as características ou o jogo  Jonghyun (apresentado no episódio 29) são usados para ajudar os membros.
* '"Tempo de Lee Sang-Min (Escolha o seu tipo de tempo)":'  Um segmento curto em que os convidados são solicitados por  Lee Sang-min para escolher qualquer dos membros do elenco como seu tipo ideal de homem até à data. Os hóspedes geralmente são convidados a assumir que todos os membros não tiveram problemas, a mesma quantidade de dinheiro e nenhum estado civil, enquanto apenas olhavam seus rostos e personalidade.
- "Teamwork 99 Seconds Mission":

 'Episódios especiais:'  Estes episódios não seguem o formato  'Brother School' .
* Episódio 23,  "Intervenção sem fim - Knowing Girls I.O.I" 
* Episódio 34,  'Clube dos Irmãos VS Sisters Club - Lovelyz' 
* Episódio 44, "Laboratório do Grupo Girl" -  DIA "
* Episódio 51,  Projeto Duet - Covarde Universo  '
* Episódio 59,  'Ultimate high school matchup - Cosmic Girls' 
* Episódio 71,  "Cumprimento de promessa para classificações de 5% alcançadas" 
Um dos atributos apaixonante deste formato é a maneira informal e "banal" (linguagem informal) de fala usada por todos, independentemente da idade ou da antiguidade (desconsiderando as rígidas regras de antiguidade da Coréia com o idioma falado). A conversa informal também incentiva os convidados e transmite para interagir uns com os outros, como os alunos costumam fazer, levando-os a estarem confortáveis o suficiente para provocar uns aos outros.

## Exibição

### Visão geral
| Ano | Ano  | Episódios | Exibição original     | Exibição original      |
| Ano | Ano  | Episódios | Primeira exibição     | Última exibição        |
| --- | ---- | --------- | --------------------- | ---------------------- |
|     | 2015 | 4         | 5 de dezembro de 2015 | 26 de dezembro de 2015 |
|     | 2016 | 52        | 2 de janeiro de 2016  | 24 de dezembro de 2016 |
|     | 2017 | ASA       | 7 de janeiro de 2017  | ASA                    |

## Controvérsia

### Ação disciplinar
Em dezembro de 2016, o programa recebeu uma ação disciplinar do Comitê de Censura de Transmissão da Coreia do Sul, por usar observações impróprias que incluem objetificar pessoas do sexo feminino em múltiplas ocasiões. O comitê destacou o uso de linguagem imprópria entre os membros do elenco, o uso de observações homofóbicas e, especificamente, o ato de Min Kyung-hoon dar um sutiã artesanal a uma convidada em um dos episódios. Além de um aviso dado pelo comitê, foi relatado que o programa também recebeu inúmeras queixas de telespectadores sobre o assunto.